# Haenyo

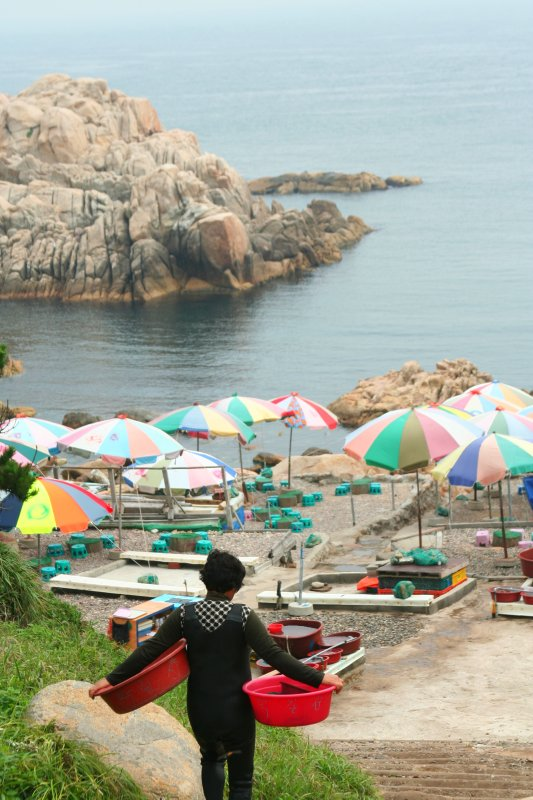
Eine Haenyo trägt in Ulsan Körbe zum Meer.

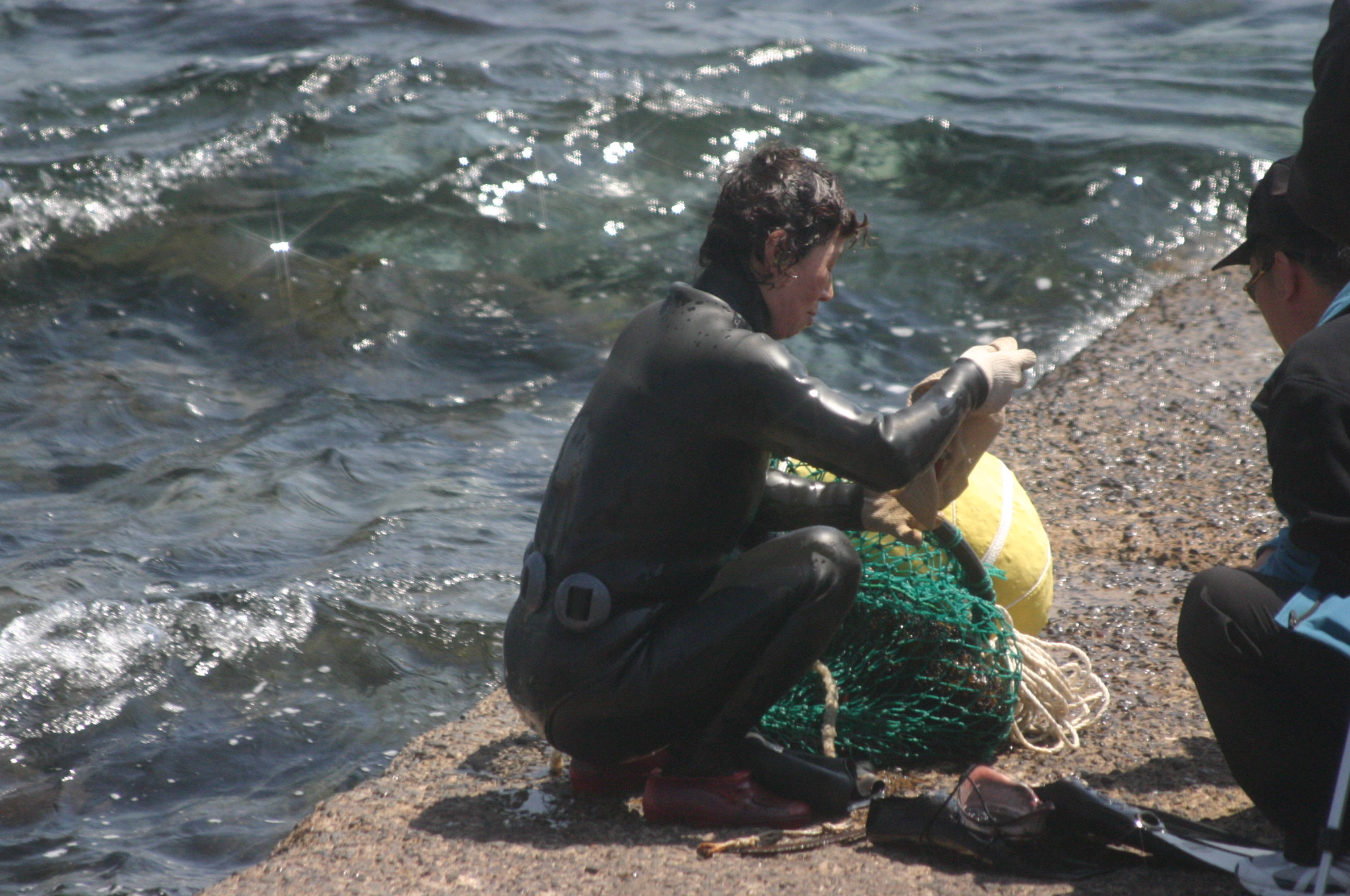
Nach dem Tauchen verkauft eine Haenyo an der Küste von Jeju-do.

Haenyo, auch: Haenyeo, („Seefrauen“) werden die auf Jejudo, einer Insel vor Südkorea, lebenden Taucherinnen genannt, welche Meeresfrüchte ernten. Sie gelten als lebende Wahrzeichen der Insel. Im Dezember 2016 wurde die Kultur der Seefrauen von der UNESCO auf die Liste des immateriellen Weltkulturerbes gesetzt. 2023 wurde sie außerdem in die Liste der Globally Important Agricultural Heritage Systems der FAO aufgenommen.

## Taucherleben
Ab etwa sechs Jahren beginnt die Ausbildung. Sie lernen schwimmen und tauchen in Ufernähe nach Seegras. Mit etwa 14 Jahren lernen sie, die lukrativeren Schalentiere in den tieferen Gewässern zu ernten. Dabei lernen sie von ihrer Mutter die Geheimplätze kennen, zu arbeiten, ohne in den Felsen stecken zu bleiben, und in gefährlichen Situationen Ruhe zu bewahren. Mit etwa 17 Jahren beginnen sie voll zu arbeiten und tauchen etwa bis zum 70. Lebensjahr an durchschnittlich 15 Tagen im Monat, die nach dem Mondkalender festgelegt sind.
Durch hartes Training und körperliche Anpassung können sie bis zu drei oder vier Minuten unter Wasser bleiben und tauchen bis zu 20 Meter tief. Sie haben ein erweitertes Lungenvolumen und wie Weddellrobben nutzen sie die Milz als Sauerstoffreservoir. Beim Tauchen zieht sich das Organ zusammen, wodurch sauerstoffreiche rote Blutkörperchen in den Kreislauf gelangen und so einen längeren Tauchgang ermöglichen. Meistens bleiben sie jedoch maximal 90 Sekunden unter Wasser. Beim langen und tiefen Tauchen presst der Wasserdruck die Brust zusammen und unter Wasser ist alles in Ordnung. Beim Auftauchen weitet sich die Brust und Sauerstoff strömt aus dem Blut in die Lunge. Ohnmachten können die Folge sein. Aus diesem Grund wird mindestens paarweise, meist jedoch in Gruppen getaucht, im Falle einer Ohnmacht können die Haenyo notfalls wieder wachgerüttelt werden.
Nach dem Auftauchen geben sie den sogenannten Sumbisori von sich, eine Reihe hoher rhythmischer Pfeiftöne, die durch das Auspusten der Luft entstehen. Warren Zapol, Leiter für Anästhesiologie am Allgemeinkrankenhaus von Boston im US-Bundesstaat Massachusetts, der in den 1990er Jahren eine Reihe von Untersuchungen durchgeführt hat, erklärt dies so: „Wenn man durch die gespitzten Lippen ausatmet, dehnen sich die Luftbläschen in der Lunge aus, die durch das Tauchen zusammengedrückt wurden.“ Zudem werden die Lungen entleert, der Auftrieb verringert sich, und die Frauen gelangen beim nächsten Tauchgang leichter in die Tiefe. „Dieses Prinzip gleicht dem Atemverhalten von Walen und Robben beim Tauchen.“
Meist zweimal täglich, vor und nach der Tide, bis zu insgesamt vier oder fünf Stunden befinden sie sich im Wasser. Sie tauchen auch bei acht Grad Wassertemperatur. Früher blieben sie bis zu 20 Minuten am Stück im Wasser. In der kalten Jahreszeit wärmen sie sich seit Generationen zwischen den Tauchgängen an einem Lagerfeuer am Ufer. Früher trugen sie nur selbst gemachte Baumwollbadeanzüge, Tauchmasken und Schwimmflossen. Noch bevor die Haenyo in den 1970ern begannen, Neoprenanzüge zu tragen, wurden sie von Suk Ki Hong und Hermann Rahn von der University at Buffalo untersucht. Die beiden stellten fest, dass der Körper der Taucherinnen in der Lage war, im Winter doppelt so viel Sauerstoff aufzunehmen wie durchschnittliche Koreaner. Zapol meint: „Möglicherweise kurbelt ihre Schilddrüse die Wärmeproduktion an, sodass sie mehr Sauerstoff verbrennen und damit höhere Temperaturen erzeugen, die sie im Winter warmhalten.“ Durch die Anzüge konnten sie auch mehr Zeit im Wasser verbringen und mehr Meeresfrüchte ernten. Es kam aber auch häufiger zu Kopfweh, Schwerhörigkeit und Neuralgie. 67,5 % der Haenyo über 50 haben heute diese Probleme.
Die Meerestiere lösen sie mit Messern und kleinen Eisenhacken von den Steinen ab. Die Erntekörbe werden durch Styroporkugeln an der Wasseroberfläche gehalten. Traditionell waren es taewak, ausgehöhlte Kürbisse. Es werden auch einige Fische mit dem Speer gefangen. Die Frauen sind streng nach Dörfern und Gruppen organisiert, tauchen immer in Gruppen und haben sich auch ihre Tauchgebiete abgesteckt, sodass das Einkommen der einzelnen Dörfer gesichert ist. Zwischen den beiden Tauchgängen bebauen 95 % der Haenyo Felder.
Am ersten Tag des zweiten Monats nach dem Mondkalender kommt der Geist der „Großmutter Youngdeung“ – Göttin des Windes und der See, Beschützerin der Fischer und des Seegrases – auf die Insel und bleibt bis zum 15. Zwei oder vier Wochen lang werden dann schamanische Riten abgehalten, in denen um Schutz und eine reiche Ernte gebetet wird.
Eine 2000 Jahre alte Tradition haben Ama-Taucher in Japan, von denen nahezu alle auch Frauen sind.

## Geschichte

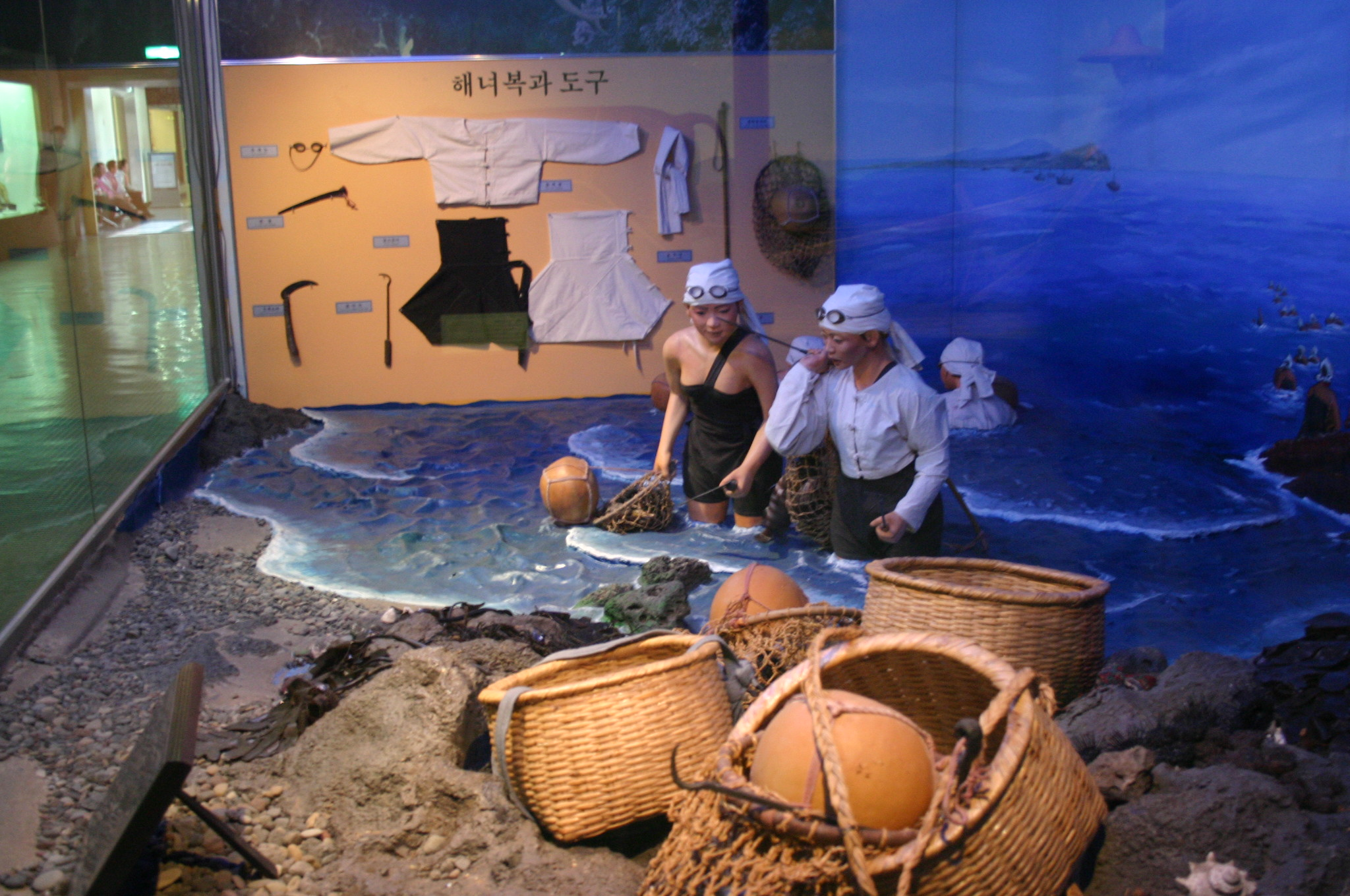
Haenyo in früheren Zeiten im Museum in Jeju

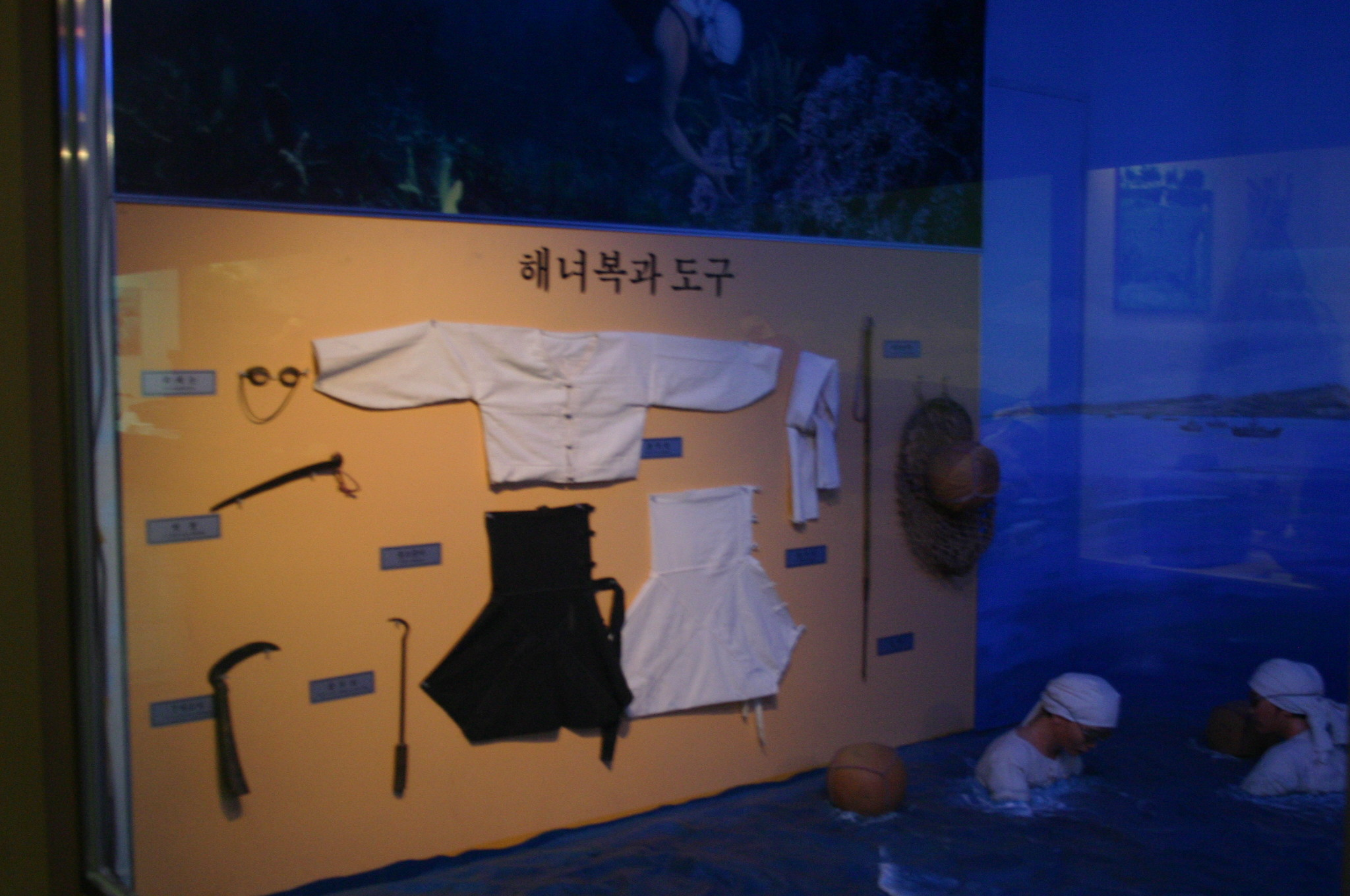
Traditionelle Kleidung und Werkzeug der Haenyo

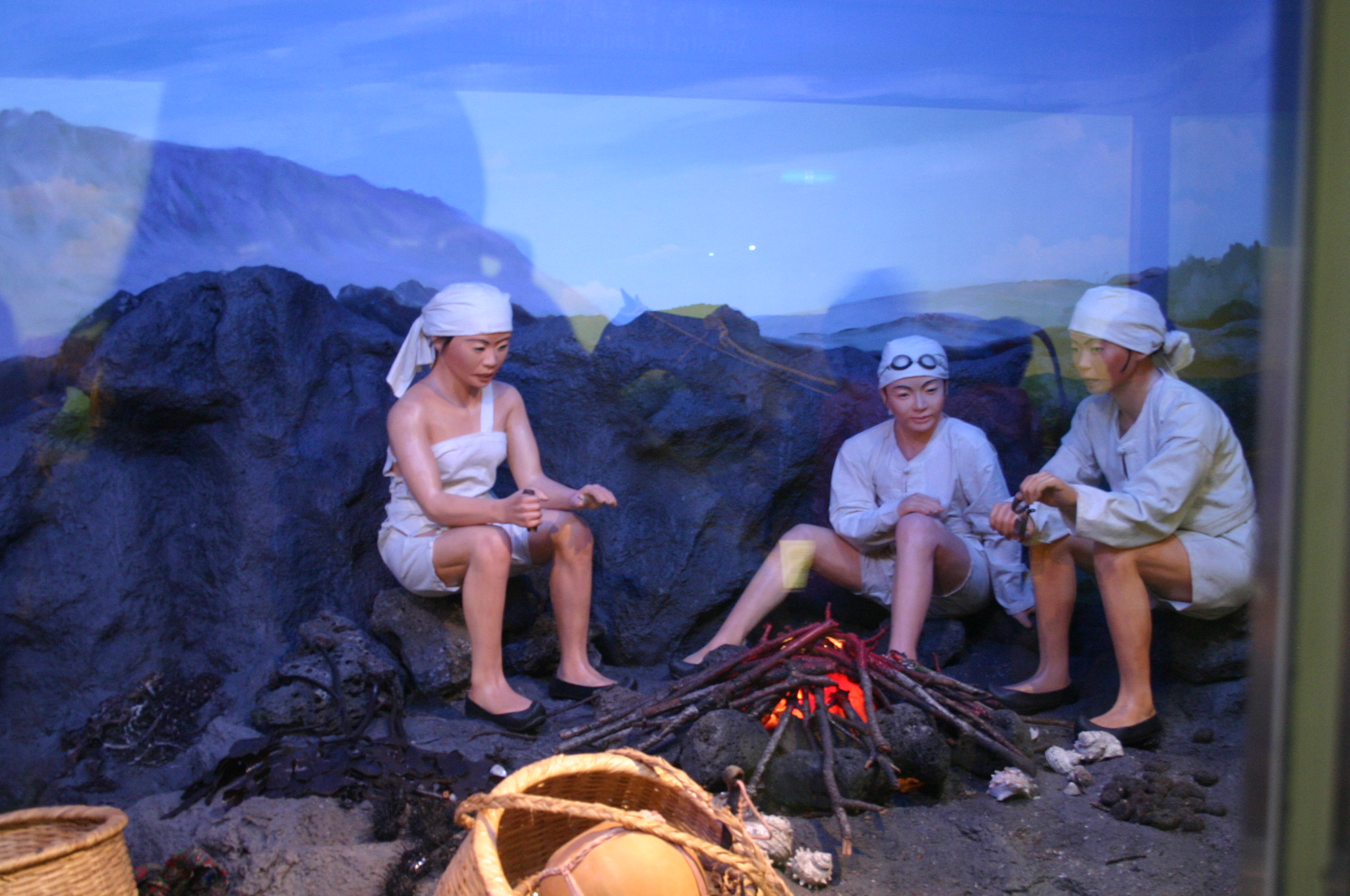
Rastende Haenyo am Feuer

Seit über 1500 Jahren taucht man in den südlichen Küstengewässern Koreas und Japans nach Meeresfrüchten. Historische Berichte belegen, dass bis in das 17. Jahrhundert sowohl Männer als auch Frauen vor der Küste Jejudos tauchten. Männer sammelten in den tieferen Gewässern Seeohren und Frauen ernteten in Ufernähe Seegras. Nachdem hohe Steuern eingeführt wurden und die Arbeit für die Männer unprofitabel wurde – sie hätten das ganze Jahr über der gefährlichen Arbeit nachgehen müssen – tauchten nur mehr die Frauen, die keine Steuer zahlen mussten.
Das brachte den in Volksliedern besungenen Haenyo mehr wirtschaftlichen Einfluss und viele Freiheiten, welche den Frauen am Festland versagt waren. So hatten sie das Recht, sich scheiden zu lassen und wieder zu heiraten. Die Männer kümmerten sich um die Kinder. Frauen wurden oft zum Oberhaupt der Familie. Frauen haben noch heute mehr zu sagen auf der Insel, viele wichtige Gottheiten sind weiblich, es handelte sich um eine stark matriarchale Gesellschaft. Das Gefangene sicherte das Überleben, sie waren die Hauptversorger der Familie. Früher war auch das Frauen–Männer-Verhältnis auf Cheju 3:1, da viele Männer auf dem Meer umkamen. Auch dies forderte die Frauen. Einige wenige Verbannte – fast ausnahmslos politisch Verfolgte – mischten sich Anfang des 20. Jahrhunderts unter das Inselvolk und halfen mit, ein rudimentäres Bildungssystem und Straßen aufzubauen. Die Haenyo gründeten Genossenschaften, jedes Dorf hat eine, und erwirtschafteten das Geld dafür. Die organisatorische Stärke war so groß, dass sie 1932 die Unabhängigkeitsbewegung gegen die japanische Kolonialherrschaft auf der Insel anführten, ein Teil der Geschichte, der lange vergessen war.
In den 1960ern wollten noch einige Frauen als Illegale in Japan ein Leben in der Moderne beginnen, andere hatten schon genug verdient, um sich Häuser zu kaufen und ihren Kindern eine gute Ausbildung zu ermöglichen. Der wirtschaftliche Einfluss der Frauen stieg. Die Meeresfrüchte wurden zur Delikatesse und exportiert. Zuerst auf das koreanische Festland und dann in den 1970ern kam der Export nach Japan in Schwung. Es kam zu einem großen wirtschaftlichen Aufschwung, und das Leben verbesserte sich enorm. Erfahrene Taucherinnen bringen es heute auf ein Monatseinkommen, mit welchem den Kindern sogar das Studium finanziert werden kann.
Immer weniger junge Frauen ergreifen den Beruf. Gab es 1960 noch etwa 30.000, oder 23.000 so sind es 2006 nur mehr 5.406 und mehr als die Hälfte von ihnen ist schon über sechzig Jahre alt.
| Kategorie             | 1970   | 1970   | 1980  | 1980   | 1990  | 1990   | 1995  | 1995   | 2005  | 2005   | 2006  | 2006   |
| --------------------- | ------ | ------ | ----- | ------ | ----- | ------ | ----- | ------ | ----- | ------ | ----- | ------ |
| Haenyo gesamt (100 %) | 14.143 | 14.143 | 7.804 | 7.804  | 6.470 | 6.470  | 5.886 | 5.886  | 5.545 | 5.545  | 5.406 | 5.406  |
| Unter 30              | 4.425  | 31,3 % | 782   | 10,1 % | 271   | 4,2 %  | 20    | 0,4 %  | -     | 0 %    | [2]   | 0 %    |
| 30–49 Jahre           | 7.760  | 54,9 % | 4.788 | 61,4 % | 2.894 | 44,8 % | 1.843 | 31,4 % | 718   | 12,9 % | 518   | 9,6 %  |
| 50–59 Jahre           | 1.310  | 9,2 %  | 1.698 | 21,7 % | 2.370 | 36,6 % | 2.247 | 38,1 % | 1.512 | 27,3 % | 1.331 | 24,6 % |
| Über 60 Jahre         | 648    | 4,6 %  | 536   | 6,8 %  | 935   | 14,4 % | 1.776 | 30,1 % | 3.315 | 59,8 % | 3.557 | 65,8 % |

| Kategorie | Gesamt | Unter 30 | 30–39 | 40–49 | 50–59 | 60–69 | Über 70 |
| Gesamt    | 5.406  | [2]      | 27    | 491   | 1.331 | 2.180 | 1.377   |
| Jeju      | 3.038  | -        | 24    | 305   | 730   | 1.166 | 813     |
| Seogwipo  | 2.368  | -        | 3     | 186   | 601   | 1.014 | 564     |

Dies hat verschiedene Ursachen. Einerseits verändert sich die Meeresfauna, möglicherweise durch Überfischung oder Umweltverschmutzung. Das meiste, was man heute findet, sind Seeigel. Die Taucherinnen erhoffen sich für ihre Töchter ein besseres Leben und schicken sie auf Schulen und Universitäten. Sie sind stolz, wenn ihre Töchter im Büro arbeiten können. Auch boomt der Tourismus, viele Frauen arbeiten in diesem Gewerbe, und die Haenyo werden immer mehr zur Touristenattraktion.
Hassten die Haenyo früher ihr hartes Leben vielfach, so sind sie, seitdem Touristen kommen, stolz auf ihre Tauch- und Jagdkünste. 1999 begann die Inselverwaltung komplette medizinische Versorgung zu offerieren, jede Lokalverwaltung hatte Umkleideräume und kommunale Arbeitsplätze zu errichten. Die Verwaltung zeigte auch, wie wertvoll die Haenyo für die Insel sind, durch Bereitstellung von Taucheranzügen, Geräte für die Physiotherapie und Unterstützungen.
Der Fang fällt heute nicht mehr so reichhaltig aus wie früher. Um sich ihr Einkommen aufzubessern, bauen einige Seefrauen Gemüse an oder arbeiten in Motels oder Restaurants entlang der Küste. Einige bauten auch mit dem angesparten Geld eigene Häuser, in denen auch Gästezimmer untergebracht sind. Haben sich früher oft die Männer um Haus und Kinder gekümmert, so arbeiten sie heute auf Mandarinenfarmen, in den Pferdeställen der Insel oder sind Fischer. In einem kleinen Dorf an der Ostküste hat die Fischereigenossenschaft 160 Mitglieder. 139 sind Taucherinnen und die 21 Männer Fischer.

## Filme
- Haenyeo – Heldinnen der Tiefsee. Dokumentarfilm, Südkorea, 2016, 50:07 Min., Buch: Ji-Na Song und Hee-Young Ko, Regie: Hee-Young Ko, Produktion: Soom;Be Production, Musik: Korean Symphony Orchestra, deutsche Erstsendung: 30. April 2018 bei arte, Inhaltsangabe von ARD im Internet Archive.
- Haenyeo. Koreas Meerjungfrauen. Dokumentarfilm, Südkorea, 2012, 42:46 Min., Buch und Regie: Min Yong-eung und Kim Sagan, Produktion: Arirang TV, KIPDA, deutsche Erstsendung: 13. Juni 2013 bei arte, Inhaltsangabe von ARD im Internet Archive, Video zum Herunterladen aus der arte-Mediathek, abgerufen im Mai 2025.